# Cinquanta sfumature di rosso (film)
Cinquanta sfumature di rosso (Fifty Shades Freed) è un film del 2018 diretto da James Foley.
La pellicola è il sequel di Cinquanta sfumature di nero (2017) e l'adattamento cinematografico del romanzo omonimo scritto da E. L. James.

## Trama
Gli sposi Christian e Anastasia sono costretti a interrompere la luna di miele e tornare a casa dopo aver ricevuto notizie di un'irruzione nella sede centrale di Christian. Alcuni file di computer sono stati rubati e i nastri delle telecamere di sicurezza identificano l'autore come Jack Hyde, ex capo di Ana che è stato licenziato per aggressione sessuale. Nel frattempo, Ana viene presentata al suo nuovo team di sicurezza personale.
Christian fa ad Ana la sorpresa di una nuova casa e ha assunto un'attraente architetta, Gia Matteo, per ricostruirla. Ana è infastidita quando l'altra flirta apertamente con Christian in sua presenza e minaccia di licenziarla se continua a flirtare con suo marito.
Quando Christian è in viaggio d'affari, Ana ignora il suo desiderio di restare a casa e incontra la sua amica, Kate Kavanagh, per un drink. Kate, che sta frequentando il fratello maggiore di Christian, Elliot, sospetta che Elliot possa avere una relazione con Gia, che è anche il suo socio in affari. Quando Ana torna a casa incontra Jack Hyde, che tenta di rapirla. Il team di sicurezza di Ana lo ferma e viene arrestato. Dopo una discussione con Christian sulla sua serata fuori con Kate, Ana rimprovera il marito per il suo eccessivo controllo e possessività e richiede più libertà. Poco dopo, Christian organizza un viaggio ad Aspen con lei, Kate, Elliot, Mia e José. Elliot fa la proposta di matrimonio a Kate, che accetta entusiasta e si scopre che Gia stava solo aiutando Elliot a scegliere l'anello.
Gli sposi continuano con la loro sessualità particolare, ma le cose si complicano quando Ana annuncia di essere incinta. Christian è profondamente turbato, avendo altri piani per i loro primi anni insieme e se ne va, andando in un locale a ubriacarsi per tutta la notte. Dopo il suo ritorno, Ana scopre che lui aveva scritto e incontrato la sua ex amante ed ex dominatrice del BDSM, Elena Lincoln. Si arrabbia e si chiude nella stanza dei giochi per la notte. Christian cerca Ana al mattino e le confessa di aver soltanto parlato con Elena.
Poco dopo, Hyde, rilasciato con una cauzione di 500000 $, telefona ad Ana chiedendo un riscatto per Mia, la sorella rapita di Christian. Hyde chiede 5000000 $ in contanti in due ore e minaccia di uccidere Mia se le sue richieste non vengono soddisfatte. Avverte Ana di non dire a nessuno e di portare i soldi da sola. Ana prende un libretto degli assegni e un revolver dalla scrivania di Christian, quindi va in banca per prelevare l'intero importo. Il direttore di banca sospettoso chiama Christian. Pensa che Ana lo stia lasciando, ma poi nota la coincidenza del recente rilascio di Hyde, la posizione sconosciuta di Mia e l'improvviso prelievo di contanti. Hyde ordina ad Ana di salire su un'auto parcheggiata nel vicolo e di consegnare il telefono all'autista, ma lei lo inganna prendendo il telefono del direttore di banca e inserendo il proprio telefono nel sacco dei soldi.
Ana arriva al posto convenuto per la consegna. Hyde, psicotico e vendicativo, l'attacca dandole un calcio all'addome. Liz cerca di fermare Jack mentre Ana estrae il revolver e gli spara a una gamba. Christian e il suo team di sicurezza, che nel frattempo hanno localizzato elettronicamente il cellulare, arrivano assieme alla polizia e arrestano Hyde e Liz. Ana perde i sensi mentre sente la voce di Christian.
Si sveglia tre giorni dopo in ospedale con lui al suo fianco. Sebbene arrabbiato per l'incoscienza di Ana e ancora preoccupato per la paternità, Christian capisce quanto sia importante il loro bambino per lei e si riconciliano. La madre adottive, Grace, assicura il figlio che Ana non lo lascerà. Lei torna a casa il giorno successivo. L'investigatore privato di Christian, Welch, ha lasciato un rapporto che mostra che Christian e Hyde avevano condiviso la stessa casa-famiglia, sebbene Christian non ne abbia memoria. Hyde voleva vendicarsi in quanto adottato dalla ricca famiglia Gray e apprendono anche che ricattava Liz come sua complice. Christian e Ana scoprono anche dove è sepolta la madre biologica, visitano la sua tomba e Christian vi porta dei fiori.
Otto mesi dopo, hanno un figlio di nome Teddy e Christian, finalmente più sereno, riuscirà ad essere un buon padre. Qualche anno dopo, i due avranno un altro figlio.

## Produzione
Nel novembre 2015 viene annunciato che i due film, Cinquanta sfumature di nero e Cinquanta sfumature di rosso, verranno girati insieme, con le uscite fissate per San Valentino 2017 e San Valentino 2018. Le riprese iniziano il 9 febbraio e terminano il 12 luglio 2016, e viene usato il falso titolo di lavorazione "Further Adventures of Max and Banks 2 & 3".
Il budget del film è stato di 55 milioni di dollari.

## Colonna sonora

### Tracce
1. Hailee Steinfeld & BloodPop – Capital Letters – 3:39
2. Liam Payne & Rita Ora – For You – 4:04
3. Black Atlass feat. Jessie Reyez – Sacrifice
4. Whethan feat. Dua Lipa – High
5. Julia Michaels – Heaven – 3:11
6. Kiana Ledé feat. Prince Charlez – Big Spender
7. Bishop Briggs – Never Tear Us Apart
8. The Spencer Lee Band – The Wolf
9. Julia Michaels – Are You
10. Sabrina Claudio – Cross Your Mind
11. Miike Snow – Change Your Mind
12. Shungudzo – Come On Back
13. Jessie J – I Got You (I Feel Good)
14. Marian Hill feat. Juliette Armanet – Ta Meilleure Ennemie (Pearls)
15. Sia – Deer in Headlights
16. Jacob Banks & Louis the Child – Diddy Bop
17. Ellie Goulding – Love Me Like You Do (Fifty Shades Freed Version)
18. Danny Elfman – Freed
19. Daniel Elfman – Seeing Red
20. Jamie Dornan – Maybe I’m Amazed
21. Sabrina Claudio – Cross Your Mind (Spanish Version)
22. Marian Hill – Pearls

## Promozione
Il primo teaser trailer del film viene diffuso il 3 maggio 2017, ed un altro il 10 settembre dello stesso anno. Il trailer completo in italiano viene diffuso il 6 novembre 2017.

## Distribuzione
La pellicola è stata distribuita nelle sale cinematografiche statunitensi a partire dal 9 febbraio 2018 ed in quelle italiane dall'8 febbraio dello stesso anno.

## Accoglienza

### Incassi
Nel primo weekend di programmazione, il film si posiziona al primo posto sia nel botteghino statunitense, con 38,8 milioni di dollari, che nel botteghino italiano, con 5,9 milioni di euro.
A fine corsa il film ha incassato 100,4 milioni di dollari nel Nord America e 271,5 nel resto del mondo, per un totale di 371,9 milioni di dollari.

### Critica
Come i capitoli precedenti, il film è stato stroncato dalla critica; sul sito aggregatore Rotten Tomatoes ottiene solamente l'11% delle recensioni professionali positive, con un voto medio di 3,2 su 10 basato su 194 critiche, mentre su Metacritic riceve una valutazione di 32 su 100, basato su 38 recensioni.
Ai Razzie Awards 2018 il film riceve tre candidature per il peggior regista (James Foley), la peggior attrice non protagonista (Marcia Gay Harden) e la peggior sceneggiatura (Niall Leonard).
Il critico Frank Sheck dell'Hollywood Reporter posiziona il film al quinto posto dei film più brutti del decennio 2010-2019, insieme ai capitoli della saga.

## Riconoscimenti
- 2018 - People's Choice Awards[19][20]
  - Film drammatico preferito dal pubblico
  - Miglior star drammatica preferita dal pubblico a Jamie Dornan
  - Candidatura per il film preferito dal pubblico
- 2019 - Manatomy Awards[21]
  - Miglior sedere a Jamie Dornan